# Aldeias (Gouveia)
Aldeias is een plaats (freguesia) in de Portugese gemeente Gouveia en telt 341 inwoners (2001).